# Strada statale 6 (Polonia)
La strada statale 6 (in polacco Droga krajowa 6, abbreviato in DK 6), è una strada statale polacca che attraversa il Paese da Stettino a Pruszcz Gdański. Fa parte della strada europea E28.
La strada si trova nel nord della Polonia e va dal confine tedesco, a Kołbaskowo-Nadrensee, a Łęgowo, con una lunghezza di 351 km. La strada attraversa il Voivodato della Pomerania Occidentale e il Voivodato della Pomerania; è importante per il trasporto tra i due maggiori agglomerati della Polonia settentrionale, Stettino e la Trecittà.